# 克拉克斯堡 (馬里蘭州)
克拉克斯堡（英語：Clarksburg）是位於美國馬里蘭州蒙哥馬利縣的一個普查規定居民點。

## 人口
根據2020年美國人口普查的數據，克拉克斯堡的面積為25.79平方千米，當中陸地面積為24.99平方千米，而水域面積為0.80平方千米。當地共有人口29051人，而人口密度為每平方千米1,126.44人。